# Campbell Walsh
Campbell Walsh (Glasgow, 26 de novembro de 1977) é um ex-canoísta de slalom britânico na modalidade de canoagem.

## Carreira
Foi vencedor da medalha de prata em slalom K-1 em Atenas 2004.